# Mariscal Castilla (distrito de Chachapoyas)
Mariscal Castilla é um distrito peruano localizado na Província de Chachapoyas, departamento Amazonas. Sua capital é a cidade de Duraznopampa.

## Transporte
O distrito de Mariscal Castilla é servido pela seguinte rodovia:
- PE-8B, que liga o distrito de Cajamarca (Região de Cajamarca) ao distrito de Chachapoyas [2][3][4]